# Calzadilla de la Cueza
Calzadilla de la Cueza est une localité ayant rang de pedanía du municipio (municipalité ou canton) de Cervatos de la Cueza dans la comarca (comté ou pays ou arrondissement) de Tierra de Campos, province de Palencia, communauté autonome de Castille-et-León, en Espagne.
La localité est située sur le Camino francés du Pèlerinage de Saint-Jacques-de-Compostelle.

## Culture et patrimoine

### Pèlerinage de Compostelle
Sur le Camino francés du Pèlerinage de Saint-Jacques-de-Compostelle, on vient de Carrión de los Condes, via l' Abadía de Benevívere.
La prochaine halte est Ledigos, via les ruines de l'Antiguo Hospital de Santa María de las Tiendas le long de la N-120, ou par des pistes plus éloignées de la circulation automobile.

### Patrimoine religieux
Église de San Martín
Dans cette église paroissiale, un retable Renaissance du XVIe siècle est attribué à l'école de Jean de Joigny.
Las Tiendas
Ancien monastère et hôpital de pèlerins.

## Sources
- (es) Cet article est partiellement ou en totalité issu de l’article de Wikipédia en espagnol intitulé « Carrión de los Condes » (voir la liste des auteurs).
- Grégoire, J.-Y. & Laborde-Balen, L. , « Le Chemin de Saint-Jacques en Espagne - De Saint-Jean-Pied-de-Port à Compostelle - Guide pratique du pèlerin », Rando Éditions, mars 2006,  (ISBN 2-84182-224-9)
- « Camino de Santiago St-Jean-Pied-de-Port - Santiago de Compostela », Michelin et Cie, Manufacture Française des Pneumatiques Michelin, Paris, 2009,  (ISBN 978-2-06-714805-5)
- « Le Chemin de Saint-Jacques Carte Routière », Junta de Castilla y León, Editorial Everest

### Article(s) connexe(s)
- Chemins de Compostelle